# Гойтвілл (Огайо)
Гойтвілл (англ. Hoytville) — селище (англ. village) в США, в окрузі Вуд штату Огайо. Населення — 220 осіб (2020).

## Географія
Гойтвілл розташований за координатами 41°11′25″ пн. ш. 83°47′6″ зх. д. / 41.19028° пн. ш. 83.78500° зх. д. (41.190400, -83.784910).  За даними Бюро перепису населення США в 2010 році селище мало площу 1,95 км², з яких 1,92 км² — суходіл та 0,03 км² — водойми.

## Демографія
Згідно з переписом 2010 року, у селищі мешкали 303 особи в 96 домогосподарствах у складі 77 родин. Густота населення становила 155 осіб/км².  Було 105 помешкань (54/км²).
Расовий склад населення:
| - 89,8 % — білих - 1,7 % — корінних американців - 1,3 % — чорних або афроамериканців - 0,7 % — азіатів - 5,3 % — осіб інших рас |

До двох чи більше рас належало 1,3 %. Частка іспаномовних становила 15,8 % від усіх жителів.
За віковим діапазоном населення розподілялося таким чином: 33,3 % — особи молодші 18 років, 57,8 % — особи у віці 18—64 років, 8,9 % — особи у віці 65 років та старші. Медіана віку мешканця становила 33,8 року. На 100 осіб жіночої статі у селищі припадало 100,7 чоловіків;  на 100 жінок у віці від 18 років та старших — 94,2 чоловіків також старших 18 років.
Середній дохід на одне домашнє господарство  становив 50 304 долари США (медіана — 40 938), а середній дохід на одну сім'ю — 52 627 доларів (медіана — 46 964). За межею бідності перебувало 17,9 % осіб, у тому числі 28,7 % дітей у віці до 18 років та 6,3 % осіб у віці 65 років та старших.
Цивільне працевлаштоване населення становило 132 особи. Основні галузі зайнятості: виробництво — 54,5 %, мистецтво, розваги та відпочинок — 13,6 %, публічна адміністрація — 8,3 %, роздрібна торгівля — 7,6 %.